# Ciocârlia (Ialomița megye)
Ciocârlia község és falu Ialomița megyében, Munténiában, Romániában. A hozzá tartozó település: Cotorca.

## Fekvése
A megye északnyugati részén található, a megyeszékhelytől, Sloboziatól, hetvenöt kilométerre északnyugatra.

## Története
A 19. század közepén a község nem létezett, Cotorca falu Urziceni község része volt, Ialomița megyében, míg a mai Ciocârlia település Bozianca néven Gârbovi községhez tartozott.
1925-ös évkönyv szerint Ciocârlia falva Gârbovi község közigazgatási irányítása alá tartozott.
1931-ben létrehozták Cotorca községet, mely közvetlenül Urziceni-hez tartozott.
Ciocârlia község 1968 előtt jött létre, melyet ugyancsak Urziceni közigazgatási irányítása alá helyezték.
1989-től Ciocârlia teljesen önálló község lett, Ialomița megyén belül.

## Lakossága
| Nemzetiségek | 2002 | 2002   |
| ------------ | ---- | ------ |
| Románok      | 886  | 99,66% |
| Ukránok      | 2    | 0,22%  |
| Romák        | 1    | 0,11%  |
| Összesen     | 889  | 100,0% |